# Fields Peak
Der Fields Peak ist ein kleiner und dennoch markanter Berggipfel im westantarktischen Marie-Byrd-Land. In der Flood Range ragt er 4 km südöstlich des Brandenberger Bluff am unteren Nordhang des Mount Berlin auf.
Der United States Geological Survey kartierte ihn anhand eigener Vermessungen und Luftaufnahmen der United States Navy aus den Jahren von 1959 bis 1966. Das Advisory Committee on Antarctic Names benannte ihn 1974 nach Master Sergeant Samuel J. Fields von der United States Navy, der 1956 an der Pfadlegung von der Station Little America V zum Ort der später dort errichteten Byrd-Station beteiligt war.